# Moselle Open
Moselle Open, tidigare Open de Moselle, är en tennisturnering som spelas årligen i Metz, Frankrike, sedan 2003. Turneringen är en del av 250 Series på ATP-touren och den spelas inomhus på hardcourt.

## Resultat

### Singel
| År   | Mästare            | Finalist              | Resultat                |
| ---- | ------------------ | --------------------- | ----------------------- |
| 2019 | Jo-Wilfried Tsonga | Aljaž Bedene          | 6–7(4–7), 7–6(7–4), 6–3 |
| 2018 | Gilles Simon       | Matthias Bachinger    | 7–6(7–2), 6–1           |
| 2017 | Peter Gojowczyk    | Benoît Paire          | 7–5, 6–2                |
| 2016 | Lucas Pouille      | Dominic Thiem         | 7–6(7–5), 6–2           |
| 2015 | Jo-Wilfried Tsonga | Gilles Simon          | 7–6(7–5), 1–6, 6–2      |
| 2014 | David Goffin       | João Sousa            | 6–4, 6–3                |
| 2013 | Gilles Simon       | Jo-Wilfried Tsonga    | 6–4, 6–3                |
| 2012 | Jo-Wilfried Tsonga | Andreas Seppi         | 6–1, 6–2                |
| 2011 | Jo-Wilfried Tsonga | Ivan Ljubičić         | 6–3, 6–7(4–7), 6–3      |
| 2010 | Gilles Simon       | Mischa Zverev         | 6–3, 6–2                |
| 2009 | Gaël Monfils       | Philipp Kohlschreiber | 7–6(7–1), 3–6, 6–2      |
| 2008 | Dmitrij Tursunov   | Paul-Henri Mathieu    | 7–6(8–6), 1–6, 6–4      |
| 2007 | Tommy Robredo      | Andy Murray           | 0–6, 6–2, 6–3           |
| 2006 | Novak Đoković      | Jürgen Melzer         | 4–6, 6–3, 6-2           |
| 2005 | Ivan Ljubičić      | Gaël Monfils          | 7–6(9–7), 6–0           |
| 2004 | Jérôme Haehnel     | Richard Gasquet       | 7–6(11–9), 6–4          |
| 2003 | Arnaud Clément     | Fernando González     | 6–3, 1–6, 6–3           |

### Dubbel
| År   | Mästare                                 | Finalister                           | Resultat              |
| ---- | --------------------------------------- | ------------------------------------ | --------------------- |
| 2019 | Robert Lindstedt Jan-Lennard Struff     | Nicolas Mahut Édouard Roger-Vasselin | 2–6, 7–6(7–1), [10–4] |
| 2018 | Nicolas Mahut Édouard Roger-Vasselin    | Ken Skupski Neal Skupski             | 6–1, 7–5              |
| 2017 | Julien Benneteau Édouard Roger-Vasselin | Wesley Koolhof Artem Sitak           | 7–5, 6–3              |
| 2016 | Julio Peralta Horacio Zeballos          | Mate Pavić Michael Venus             | 6–3, 7–6(7–4)         |
| 2015 | Łukasz Kubot Édouard Roger-Vasselin     | Pierre-Hugues Herbert Nicolas Mahut  | 2–6, 6–3, [10–7]      |
| 2014 | Mariusz Fyrstenberg Marcin Matkowski    | Marin Draganja Henri Kontinen        | 6–7(3–7), 6–3, [10–8] |
| 2013 | Johan Brunström Raven Klaasen           | Nicolas Mahut Jo-Wilfried Tsonga     | 6–4, 7–6(7–5)         |
| 2012 | Nicolas Mahut Édouard Roger-Vasselin    | Johan Brunström Frederik Nielsen     | 7–6(7–3), 6–4         |
| 2011 | Jamie Murray André Sá                   | Lukáš Dlouhý Marcelo Melo            | 6–4, 7–6(9–7)         |
| 2010 | Dustin Brown Rogier Wassen              | Marcelo Melo Bruno Soares            | 6–3, 6–3              |
| 2009 | Colin Fleming Ken Skupski               | Arnaud Clément Michaël Llodra        | 2–6, 6–4, [10–5]      |
| 2008 | Arnaud Clément Michaël Llodra           | Mariusz Fyrstenberg Marcin Matkowski | 5–7, 6–3, [10–8]      |
| 2007 | Arnaud Clément Michaël Llodra           | Mariusz Fyrstenberg Marcin Matkowski | 6–1, 6–4              |
| 2006 | Richard Gasquet Fabrice Santoro         | Julian Knowle Jürgen Melzer          | 3–6, 6–1, [11–9]      |
| 2005 | Michaël Llodra Fabrice Santoro          | José Acasuso Sebastián Prieto        | 5–2, 3–5, 5–4(7–4)    |
| 2004 | Arnaud Clément Nicolas Mahut            | Ivan Ljubičić Uros Vico              | 6–2, 7–6(10–8)        |
| 2003 | Julien Benneteau Nicolas Mahut          | Michaël Llodra Fabrice Santoro       | 7–6(7–2), 6–3         |